# 格利澤745
格利泽745是一個位於天箭座附近的恆星系統，由兩顆紅矮星組成，距離地球約28.8光年。